# Elles (pel·lícula)
Elles és una comèdia dramàtica dirigida per Luís Galvão Teles. És una coproducció internacional (Portugal, França, Bèlgica, Suiça, Luxemburg i Espanya) de l'any 1997. Va ser seleccionada com l'entrada luxemburguesa per a la Millor Pel·lícula Estrangera als Premis 70th Academy, però la candidatura no va ser acceptada.

## Argument
La pel·lícula mostra cinc dones de més de quaranta anys i les històries de la seva vida enmig de pintoresques escenes dels barris antics de Lisboa. Incomplets o extints drames d'amor i farses de la vida i la joia de viure es connecten entre les cinc amigues.

## Repartiment
- Miou-Miou és Eva
- Carmen Maura és Linda
- Marthe Keller és Barbara
- Marisa Berenson és Chloé
- Guesch Patti és Branca
- Joaquim de Almeida és Gigi
- Didier Flamand és Edgar